# Жукчин
Жукчин (пол. Żukczyn, нім. Suckschin) — село в Польщі, у гміні Прущ-Гданський Ґданського повіту Поморського воєводства.
Населення — 404 особи (2011).
У 1975-1998 роках село належало до Гданського воєводства.

## Демографія
Демографічна структура станом на 31 березня 2011 року:
|          | Загалом | Допрацездатний вік | Працездатний вік | Постпрацездатний вік |
| -------- | ------- | ------------------ | ---------------- | -------------------- |
| Чоловіки | 193     | 41                 | 139              | 13                   |
| Жінки    | 211     | 47                 | 131              | 33                   |
| Разом    | 404     | 88                 | 270              | 46                   |